# NGC 2209
NGC 2209 ist ein Kugelsternhaufen im Sternbild Mensa am Südsternhimmel in der Großen Magellanschen Wolke.
Das Objekt wurde am 8. Februar 1836 vom britischen Astronomen John Herschel entdeckt.